# Гута (Быховский район)
Гу́та (Лубяницкая) (бел. Гута (Лубяніцкая)) — упразднённый населённый пункт на территории Холстовского сельсовета (ранее относилась к Городецкому сельсовету). Вымершая деревня в Быховском районе Могилевской области, на берегу ручья Есеновка (Весеновка) недалеко от его впадения в ручей Мошна (Мошанка), приток реки Греза. Вымерла в начале 2000-х гг.

## История
Основана в XVIII веке вокруг стекольного завода — гуты (отсюда название) — недалеко от деревни Лубянка, принадлежавшей Быховскому монастырю каноников регулярных (латеранских). На стекольном заводе, который впервые упоминается в 1789 году, изготавливали посуду и листовое стекло, в 1814 году было 18 рабочих. Первыми жителями были работники стекольного завода: Покрашинские (первый известный предок — Степан Петрович, родился в 1762) и Рудковские (Рутковские) (первый известный предок — Федос Павлович, родился в 1768 году). В 1840-х из деревни Лубянка переселился бобыль Прохор Кузнецов (по профессии) и сироты из деревни Галеевка Иван и Евсей Аверковичи Позняковы (Поздняковы), в начале 1860-х примаком к Покрашинским переселился уроженец деревни Короткие Апостолов Амброж Кондратович (родился в 1827 году).
В 1842 году 5 дворов, 42 души крестьян (24 мужчины и 18 женщин), без учета шляхты, которая проживала в фольварке.
После закрытия Быховского монастыря каноников регулярных в 1842 году принадлежавшие ему земли были переданы в казну, жители Гуты стали казенными крестьянами. Первоначально, Гута входила в Лубяницкий униатский (с 1839 года — православный) приход, позднее, после аннулирования указанного прихода в 1870-х гг., — в Городецкий приход. Административно, с 1840-х гг. Гута относилась к Ямнинскому казенному сельскому обществу, после разделения уездов на волости — к Городецкой (Старобыховской) волости Быховского уезда.
В 1873 году 44 жителя мужского пола. В 1909 году — 20 дворов, 91 житель. В 1910 году действовала школа (в 1913 году 26 м. и 11 д.), которая размещалась в доме Познякова Пилипа Ивановича.